# Hejking (herb szlachecki)
Hejking (Heyking, Heuking, Höcking, Hucking) – herb szlachecki.

## Opis herbu
W polu błękitnym, nad trzema piramidami srebrnymi, lew kroczący złoty. 
Klejnot: między orlimi skrzydłami na przemian czerwono-błękitnymi złoty lew wspięty. 
Labry błękitne podbite złotem, z lewej srebrem.

## Najwcześniejsze wzmianki
Juliusz Karol Ostrowski pisze, że jest to herb rodziny niemieckiej z Nadrenii przybyłej w XVII wieku z nieokreślonym zakonem. Otrzymali tytuł baronów w Rosji w 1833, potwierdzony w 1834 i 1862.
Leopold Zedlitz-Neukirch podaje natomiast informację, że rodzina von Heyking pochodziła z Jülich w Nadrenii, a pierwszym jej członkiem, który przybył do Kurlandii już w 1490 był Wilhelm von Heyking. Według Hansa Friedricha von Ehrenkrookh'a 17 października 1620 miał zostać w Kurlandii zatwierdzony herb Gotthardowi von Heyking na Terpentin.

## Herbowni
Hejking, Heuking, Heyking.